# Петро Збаразький
Петро Збаразький (*1546  —1569) — український князь, державний діяч Речі Посполитої.

## Життєпис
Походив з магнатського роду Збаразьких гербу Корибут. Син воєводи вітебського й каштеляна троцького Стефана Збаразького та католички Ганни Заберезинської. Народився у 1546 році. Здобув класичну освіту.
У 1564 році одружився з представницею роду Йорданів. Незабаром під впливом дружини, яка була кальвіністкою, перейшов з православ'я до цієї конфесії. 23 травня 1569 року після укладання Люблінської унії 28 лютого того ж року (утворення Речі Посполитої) був першим з руських (українських) князів, які склали присягу на вірність Сигизмунду II Августу, королю Польщі. Того ж року Петро Збаразький раптово помер, не залишивши нащадків.